# Dermatite atopica
La dermatite atopica (anche nota come eczema atopico o costituzionale, neurodermite e, un tempo, prurigo di Besnier) è un eczema a patogenesi complessa.
Si caratterizza per la presenza del prurito sul derma; le lesioni che si hanno vanno dall'eritema lieve alla lichenificazione grave fino all'eritroderma.

## Storia
Il termine, che deriva dal greco antico a-topos, traducibile come senza un posto, fu introdotto da Coca e Cooke nel 1923 e si riferiva alla mancanza di un posto nella classificazione medica allora in uso.

## Epidemiologia
Secondo lo studio ISAAC la prevalenza della dermatite atopica tra i bambini di età compresa tra i 6 e i 8 anni è in aumento in quasi tutto il mondo. Complessivamente la prevalenza varia dal 2% al 16% a seconda del paese considerato con il dato maggiore riscontrato in Giappone e una media in Europa e Nord America attorno al 7%. La percentuale si dimezza nella fascia d'età compresa tra i 20 e i 30 anni e si riduce a meno del 5% dopo i 50 anni. Le forme severe costituiscono meno del 5% dei casi.
Nella maggioranza dei casi l'esordio si manifesta prima dei 2 anni d'età ma può verificarsi successivamente, anche in età adulta. Non vi sono differenze significative nell'incidenza in base al sesso.
La dermatite atopica dell'infanzia spesso scompare o si riduce notevolmente con l'età adulta.

## Eziologia
La dermatite atopica è una sindrome multifattoriale a trasmissione autosomica recessiva fortemente influenzata da fattori ambientali. Nella patogenesi della malattia intervengono fattori immunologici e non immunologici. I primi sono costituiti da allergeni alimentari, inalanti o da contatto, i secondi da irritanti esterni, infezioni, disturbi neurovegetativi, disturbi del metabolismo lipidico, sudorazione e stress.
L'ipotesi di igiene non comprovata suggerisce che la ridotta esposizione ad agenti infettivi nella prima infanzia (ossia, a causa dei regimi più rigorosi di igiene in casa) può aumentare lo sviluppo di patologie atopiche e l'autoimmunità ad auto-proteine. Molti pazienti o i loro familiari che hanno dermatite atopica hanno anche asma allergico e/o ipersensibilità di tipo immediato che si manifestano, per esempio, come rinocongiuntivite allergica stagionale o perenne. La triade di dermatite atopica, rinocongiuntivite allergica e asma è chiamata atopia o diatesi atopica.

### Genetica
L'importanza dei fattori genetici nello sviluppo di dermatite atopica è dimostrata da un tasso di concordanza nei gemelli omozigoti del 72%. Il gene più frequentemente associato allo sviluppo della patologia è FLG, codificante per la filaggrina, una proteina filamentosa che si lega alla cheratina nei cheratinociti. Sono stati identificati molti altri loci di suscettibilità, la maggior parte dei quali si trova all'interno di sequenze regolatorie di DNA legate alla risposta Th2 e il cui ruolo nella patogenesi del quadro è tuttora poco conosciuto. Caratteristicamente molti di questi loci sono gli stessi della psoriasi sebbene nel caso della dermatite atopica differenti modificazioni epigenetiche portino ad una risposta immunitaria e flogistica pressoché opposta che rende ragione della rarità della coesistenza delle due dermatiti nello stesso soggetto.
La filaggrina è codificata all'interno del complesso di differenziazione epidermico in 1q21 che contiene molti altri geni legati alla funzione barriera dell'epidermide come ad esempio la loricrina e l'involucrina. La proteina si accumula sotto forma di profilaggrina (aggregato costituito da monomeri di filaggrina), la principale proteina contenuta nei granuli di cheratoialina dello strato granuloso dell'epidermide. La differenziazione dei cheratinociti dello strato granuloso in quelli dello strato corneo presuppone la defosforilazione della profilaggrina e il suo clivaggio in monomeri da parte della matriptasi che a sua volta richiede l'inibizione di LEKTI (un inibitore delle Serin proteasi); in alcuni pazienti affetti da questa condizione vi sono mutazioni del gene SPINK5, codificante LEKTI. D'altra parte, un'aumentata attività delle serina proteasi nello strato corneo sembra contribuire alla riduzione dei lipidi extracellulari e alla ridotta sintesi dei ceramidi caratteristica di questa condizione. I monomeri di filaggrina si legano e aggregano i fasci di cheratina e i filamenti intermedi contribuendo alla formazione del citoscheletro dei cheratinociti dello strato corneo. All'interno di questo strato si verifica poi un ulteriore metabolismo della filaggrina in acido trans-urocanico e in acido pidolico che contribuiscono a mantenere il gradiente di pH epidermico.
Il 20% dei pazienti affetti da dermatite atopica mostra mutazioni nonsense nel gene FLG che causano l'inserimento prematuro di un codone di stop o un frameshift determinando una ridotta o assente espressione di profilaggrina che porta ad un aumento della perdita d'acqua transepidermica e quindi a riduzione dell'effetto barriera dell'epidermide con conseguente aumento del rischio di infezione e di sensibilizzazione agli allergeni.

### Fattori ambientali

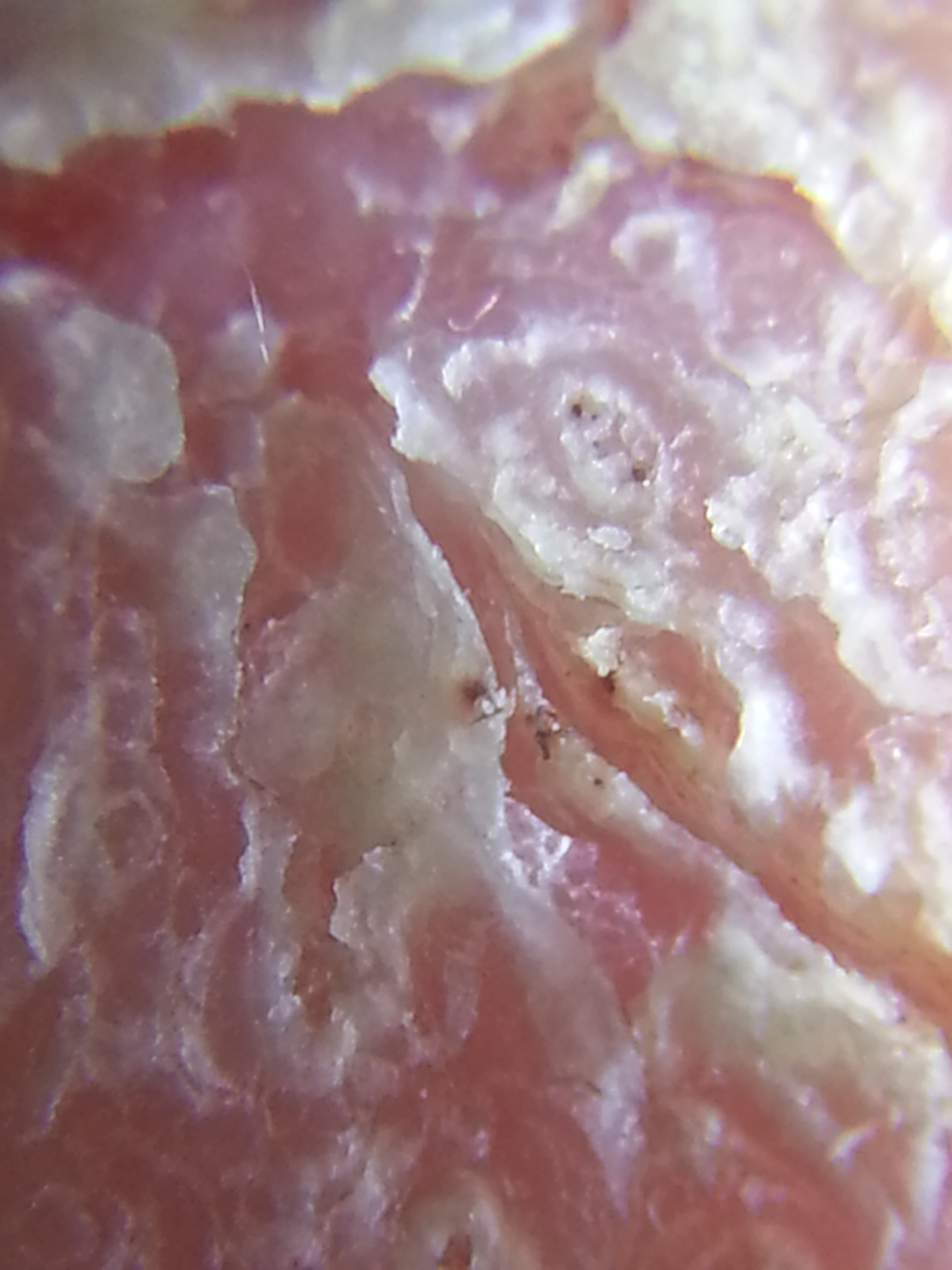
Dermatite atopica ingrandimento di lesione

Lo sviluppo di dermatite atopica sintomatica correla positivamente con la latitudine e negativamente con la temperatura media dell'aria. Questi risultati sembrano essere dovuti al comprovato effetto immunosoppressivo dei raggi UV e alla loro capacità di convertire l'acido trans-urocanico (sottoprodotto della filaggrina) in acido cis-urocanico che viene peraltro utilizzato quale trattamento del quadro. Climi freddi, secchi e ventosi contribuiscono invece alla riduzione dell'effetto barriera dell'epidermide rendendola prona ad irritanti o allergeni che a loro volta possono scatenare o peggiorare la dermatite. Le stagioni in cui si verificano più frequentemente le riacutizzazioni sono l'inverno e la primavera.
I soggetti che vivono in ambienti altamente urbanizzati sono più a rischio di sviluppare dermatite atopica rispetto a coloro che vivono in ambienti rurali. I fattori di rischio ambientali correlati all'urbanizzazione sembrano essere: inquinamento dell'aria, fumo, dieta, obesità, contatto con alcuni animali, parassitosi in gravidanza o età perinatale, utilizzo di antibiotici nell'infanzia.
Il particolato fine (PM10, PM 2.5) è l'inquinante aereo maggiormente associato a questa condizione mentre l'associazione è debole per NO2 e CO. Debole anche l'associazione tra tabagismo o fumo in gravidanza.
Il consumo di frutta e verdura, cereali e soprattutto di pesce fresco durante l'infanzia è associato ad un minor rischio di sviluppare dermatite atopica che invece aumenta con il consumo di fast food. Questo potrebbe essere dovuto all'alto contenuto di omega-3 che hanno un effetto anti-infiammatorio. Il latte non pastorizzato, sebbene da sconsigliarsi, sembra avere un effetto protettivo che si perde una volta bollito. L'obesità nel bambino e nell'adolescente, verosimilmente a causa dell'infiammazione cronica determinata dall'effetto delle adipochine sullo stress ossidativo, è positivamente associata con il quadro in alcuni studi ma non in altri.
Vi è una debole associazione negativa tra dermatite atopica e stretto contatto in età infantile con i cani e alcuni animali da fattoria ma non con i gatti, più frequentemente responsabili di reazioni allergiche. Questo effetto potrebbe essere dovuto alle endotossine presenti sulla membrana plasmatica dei batteri Gram-negativi in grado di indurre citochine anti-infiammatorie ed è significativo in ambienti ad alta esposizione. Elmintiasi della madre e perinatali possono ridurre il rischio nel bambino mentre non hanno alcun effetto nell'adulto.
L'utilizzo di terapie antibiotiche durante l'infanzia aumenta il rischio di dermatite atopica ed è correlato alla loro frequenza e al dosaggio. Ciò potrebbe essere dovuto alle alterazioni al microbiota intestinale con un aumento di Staphylococcus aureus a spese dei lactobacilli e bifidobatteri, importanti regolatori del sistema immunitario.

## Patogenesi

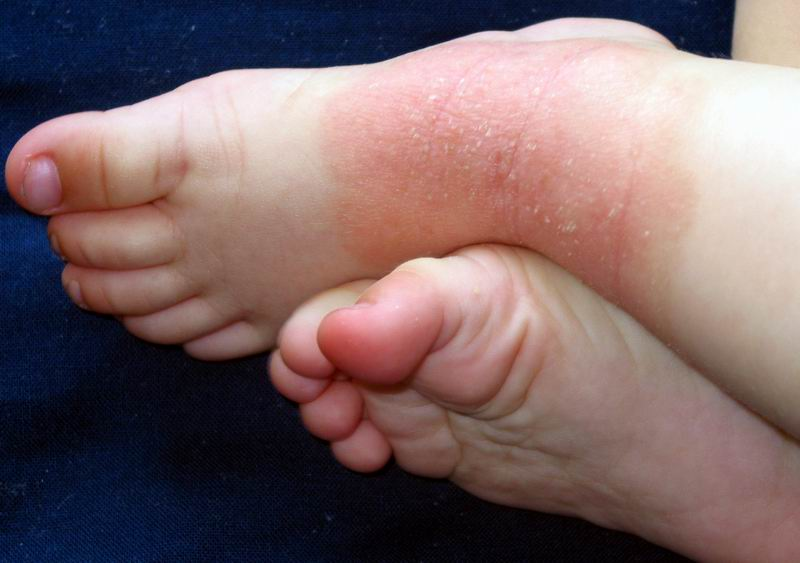
Neurodermite su un bambino

La dermatite atopica è caratterizzata da una riduzione dei ceramidi epidermici che determina un indebolimento della funzione di barriera della cute, una maggiore irritabilità e un aumento della perdita d'acqua transepidermica che può aumentare qualora coesista uno stato infiammatorio a carico dell'epidermide. Questo facilita la penetrazione nella cute di allergeni e apteni che si legano ai cheratinociti e alle cellule di Langerhans che a loro volta stimolano una risposta linfocitaria di tipo Th2. L'attivazione linfocitaria determina la secrezione di citochine infiammatorie, in particolare IL-4 e IL-13 in fase acuta e IL-5, GM-CSF, IL-12 e IFN-γ nelle forme croniche. Queste citochine da una parte contribuiscono a mantenere lo stato di attivazione, dall'altra attivano le cellule endoteliali dei capillari, che a loro volta esprimono proteine d'adesione specifiche per granulociti e linfociti. Le cellule di Langerhans legano gli allergeni attraverso recettori per le IgE ad alta e bassa affinità collaborando con linfociti TH2, che a loro volta secernono IL-4, che promuove l'espressione stessa di IgE. IL-4 riduce la produzione di defensine e insieme a IL-13 e IL-22 quella di filaggrina contribuendo a determinare la disfunzione della barriera cutanea e una maggiore suscettibilità alle infezioni batteriche, in particolare da S. aureus. IL-5 e GM-CSF sono importanti per il mantenimento degli eosinofili e dei macrofagi nell'infiltrato dermico e quindi per la perpetuazione della flogosi, IL-12 e IFN-γ attirano linfociti Th1 che determinano apoptosi dei cheratinociti e spongiosi. Sembra avere un ruolo importante TSLP (thymic stromal lymphopoietin), una citochina simile ad IL-7 che insieme ad IL-31 è in grado di iperattivare i neuroni che mediano il prurito. I linfociti cutanei esprimono la proteina CLA (cutaneous lymphocyte associated antigen), che si lega alla selectina P espressa dalle cellule endoteliali attivate permettendo il reclutamento linfocitario nella cute.
Una preesistente allergia alimentare può scatenare o peggiorare una dermatite atopica determinando il rilascio di mediatori infiammatori e intensificando il prurito. Essa è presente nel 30-40% dei bambini affetti da dermatite atopica. I più comuni alimenti responsabili sono latte, uova, pesce, arachidi e soia. Le reazioni orticarioidi si sviluppano entro 2 ore dall'assunzione e possono associarsi a sintomatologia asmatica e gastrointestinale.

## Istopatologia
Si riscontrano spongiosi, acantolisi e ipertrofia epidermica superficiale. L'infiltrato dermico è costituito in gran parte da linfociti T CD4+ e in minor misura da CD8+ e da eosinofili.

## Clinica
La dermatite atopica esordisce nella maggior parte dei casi prima del compimento dei due anni di età e preferenzialmente a 2-6 mesi di vita. Nell'infanzia si manifesta con papule edematose e intensamente pruriginose, discrete o confluenti, su base eritematosa che compaiono frequentemente prima al volto particolarmente alle guance, fronte e mento con risparmio dei solchi nasolabiali e dell'area periorale. Altre sedi frequenti sono gomiti, ginocchia e superfici estensorie degli arti dal momento che sono quelle più soggette a sfregamento nel gattonaggio ma si possono presentare in qualsiasi parte del corpo benché solitamente risparmino l'area del pannolino. Le papule possono presentarsi escoriate o impetiginizzate in seguito a grattamento e sovrainfezione. Può essere riscontrata linfadenopatia. La crosta lattea, che dapprima compare sul capo, può estendersi alle guance e creare gli stessi inconvenienti.
Nel bambino oltre i due anni d'età si presenta come piccole papule su base eritematosa, spesso escoriate, talvolta essudanti localizzate prevalentemente alle fosse cubitali e poplitee, polsi, caviglie e superficie laterale del collo. Si riscontra quasi sempre xerosi cutanea e spesso lichenificazione (talvolta verrucosa) e a seconda del fototipo iperpigmentazione o ipopigmentazione post-infiammatoria; caratteristica è l'iperpigmentazione reticolata del collo nota come "atopic dirty neck". Più rari aspetti discoidi o lesioni francamente eczematose con vescicole essudanti che sono invece spesso indice di sovrainfezione batterica o virale.  Nell'adulto la distribuzione delle lesioni è simile a quella del bambino dove tende ad esserci un maggiore coinvolgimento del viso, collo e delle mani oltre a quello delle fosse cubitali e poplitea. La pelle dimostra una sottofunzione delle ghiandole sebacee (sebostasi) e sudorifere (ipoidrosi) e appare quindi secca e arrossata con un rilievo dermico grossolano delle parti cronicamente colpite. Le unghie sono frequentemente coinvolte, possono presentare pitting e ridging longitudinale. I sintomi normalmente diminuiscono con l'avanzare dell'età e spesso la malattia scompare attorno ai 30 anni.
I pazienti con mutazioni di FLG mostrano con maggiore frequenza palmi iperlineari, cheratosi pilare e ittiosi.

## Complicanze

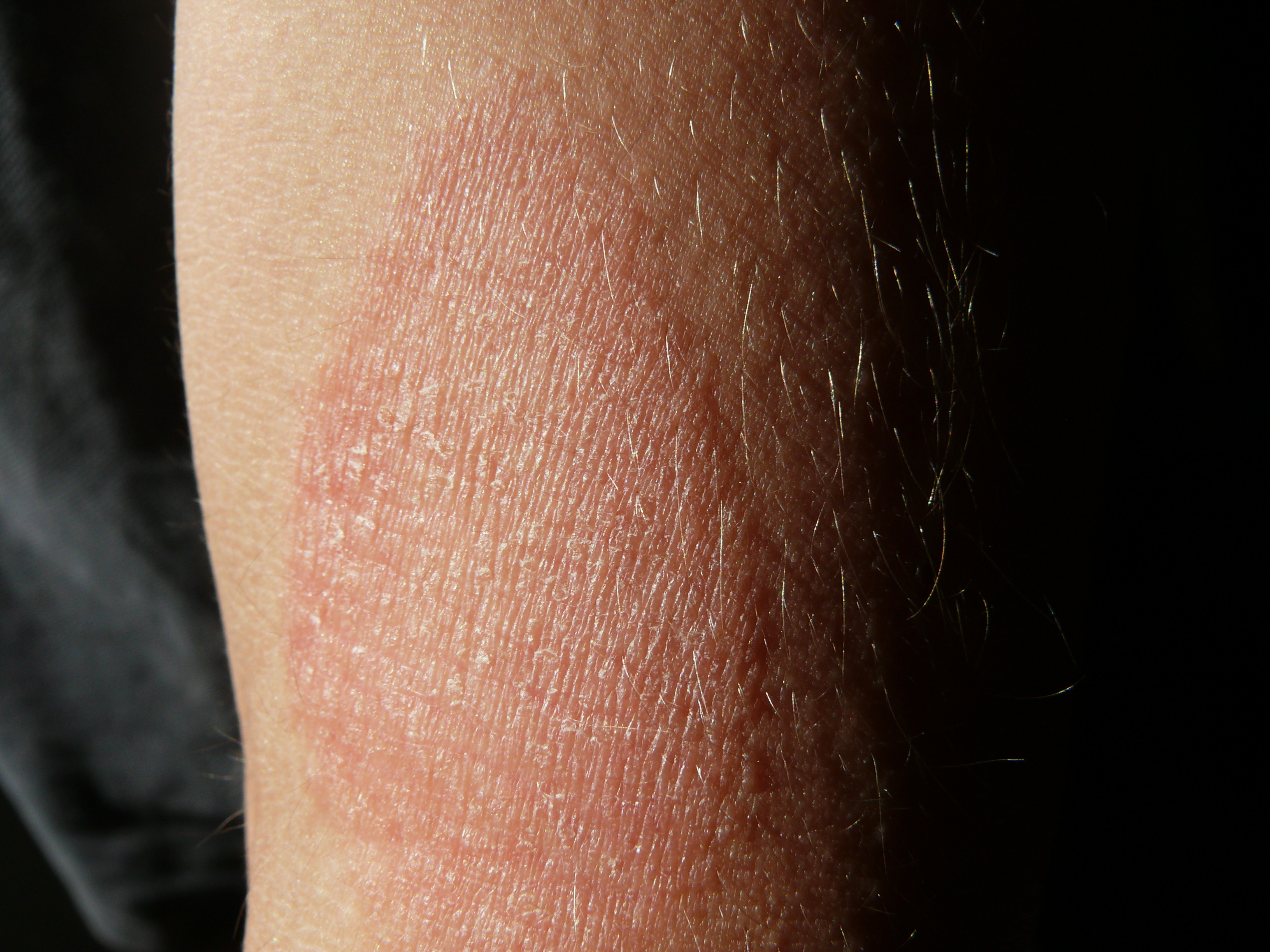
Chiazza secca dovuta a dermatite atopica sulla superficie volare dell'avambraccio

Le complicanze della dermatite sono per lo più di tipo infettivo: 
- batteriche (piodermite)
- virali: eczema herpeticum, molluscatum, verrucatum

## Diagnosi
L'anamnesi è fondamentale al fine di ottenere informazioni sulla storia della malattia, l'eventuale familiarità, i fattori scatenanti e i fattori di rischio, elementi che orientano sul trattamento da attuare.
Sono stati proposti alcuni criteri per la diagnosi di dermatite atopica.
- Presenza di dermatite pruriginosa (o riferito frequente grattamento/sfregamento della cute nel bambino)

Più tre o più dei seguenti:
- Esordio prima dei 2 anni d'età (solo se > 4 anni d'età)
- Coinvolgimento delle pieghe cutanee in passato
- Cute generalmente secca
- Presenza di altre manifestazioni atopiche (asma allergico, rinite allergica, congiuntivite allergica)
- Presenza di dermatite alle pieghe nell'adulto o coinvolgimento di fronte, guance e superficie estensoria degli arti nel bambino < 4 anni

I pazienti con manifestazioni cutanee di dermatite atopica ed IgE elevate vengono considerati affetti da eczema atopico estrinseco e rappresentano fino al 95% casi in età adulta; in questi pazienti i test allergologici per IgE allergene-specifiche sono positivi nel 40-90% dei casi. Al contrario nell'infanzia potrebbe essere più comune l'eczema atopico intrinseco (noto anche come eczema non-atopico o eczema costituzionale) dove i livelli di IgE sono normali. Le due forme sono spesso clinicamente indistinguibili.
Nei pazienti con sovrainfezione può essere utile effettuare tamponi cutanei per identificare il patogeno responsabile e guidare la terapia antibiotica.
In caso di peggioramento acuto bisogna escludere un'allergia da contatto mediante patch test.

## Terapia
Le norme generali della terapia della DA comprendono l’igiene come momento fondamentale:
- la temperatura dell’acqua non deve superare i 36 °C e
- la durata del lavaggio non deve superare i 5 minuti,
- si preferiscono prodotti in formulazioni non irritanti (es. oli).

### Terapia topica

#### Emollienti
La terapia è inizialmente volta all'eliminazione o quantomeno alla riduzione dei fattori scatenanti come climi molto rigidi o molto caldi, secchi e ventosi, allergeni aerei o alimentari, infezioni, eccessiva sudorazione, stress psicofisico, abiti di lana e grattamento. È bene sostituire i saponi in uso, spesso irritanti, con oli detergenti appositamente studiati per questa patologia; nel caso di lesioni essudanti sono invece preferibili creme o lozioni fino alla risoluzione. Fondamentale la frequente applicazione di emollienti per ripristinare l'effetto barriera dell'epidermide, in particolare subito dopo il bagno o la doccia al fine di mantenere l'idratazione cutanea, ammorbidire la cute, ridurre il prurito e prevenire riacutizzazioni. Gli emollienti permettono anche di ridurre il dosaggio di corticosteroidi topici senza compromettere l'efficacia della terapia. L'applicazione di emollienti nei primi mesi di vita si è dimostrata efficace nella prevenzione o riduzione delle manifestazioni di dermatite atopica nell'infanzia. In fase di remissione è bene proseguire con l'applicazione di emollienti e, se necessario, di corticosteroidi topici o inibitori della calcineurina con dosaggio ridotto (ad esempio solo nel weekend).

#### Corticosteroidi e inibitori della calcineurina
Si agisce poi sull'infiammazione (e quindi anche sul prurito) con l'utilizzo di corticosteroidi topici di potenza congrua alla severità del quadro e all'area da trattare. Nelle forme lievi o moderate è spesso sufficiente l'applicazione di una crema o unguento corticosteroideo una volta al giorno (preferibilmente alla sera, tranne nell'infante) preceduta dall'utilizzo di emollienti al mattino. Nelle forme severe si utilizzano corticosteroidi ad alta potenza tenendo però sempre presente la sede di trattamento per evitare complicanze quali teleangectasie e striae distensae. Per aumentarne l'efficacia nei bambini è possibile utilizzare la tecnica della medicazione umida (wet wrapping technique) che consiste nella detersione della cute con della soluzione fisiologica, l'applicazione di un corticosteroide a bassa o media potenza seguito da un bendaggio tubulare interno precedentemente immerso in acqua tiepida e uno esterno asciutto. Questo bendaggio va sostituito ogni 12 ore. È possibile utilizzare la stessa tecnica con un emolliente ma risulta meno efficace. In caso di lesioni resistenti al trattamento su base lichenificata è possibile optare per un corticosteroide topico abbinato ad un bendaggio idrocolloidale occlusivo che può essere lasciato in sede per alcuni giorni.
In caso di recidiva si effettua nuovamente un ciclo di terapia corticosteroidea topica per una settimana per poi trattare solo nel weekend. La terapia di mantenimento nelle forme lievi può avvalersi solo di emollienti, nelle moderate o severe dell'applicazione di corticosteroidi topici nel weekend, nelle forme resistenti ai corticosteroidi inibitori della calcineurina (tacrolimus, pimecrolimus) per due giorni alla settimana oppure corticosteroidi nel weekend ed inibitori della calcineurina una volta a metà settimana. Quest'ultima classe di farmaci può essere utilizzata nei pazienti sopra i 2 anni e non determina le alterazioni cutanee causate dall'utilizzo a lungo termine di corticosteroidi sebbene possano provocare bruciore o dolore all'applicazione.

#### Antisettici e antibiotici
Se vi è evidenza clinica di sovrainfezione o nei casi in cui vi siano diffuse escoriazioni da grattamento possono risultare utili creme costituite associazioni di corticosteroide/antibiotico o corticosteroide/antisettico. Nelle forme particolarmente estese si può far precedere la terapia antibiotica topica da impacchi o bagni con permanganato di potassio.

### Terapia sistemica

#### Antistaminici
Nei casi in cui il prurito risulti intenso o tale da disturbare il sonno e non sia adeguatamente controllato con la terapia topica è consigliabile associare un antistaminico sistemico di prima generazione (idroxizina, prometazina) prima di coricarsi al fine di sfruttare l'effetto sedativo che risulta minore in quelli di seconda generazione. Va però ricordato che spesso è il trattamento anti-infiammatorio a pesare maggiormente sulla sua riduzione pertanto questa terapia va avviata preferibilmente all'inizio del trattamento, limitata a brevi cicli e sospesa una volta che la terapia topica ha dimostrato la sua efficacia. Questa classe di farmaci è utile anche nei pazienti con coesistente orticaria o rinite allergica.

#### Corticosteroidi
Corticosteroidi per via orale come il prednisone possono essere utilizzati per brevi cicli in caso di riacutizzazioni severe non responsive ai corticosteroidi topici. La dose va progressivamente scalata per evitare l'effetto rebound alla sospensione.

#### Antibiotici e antivirali
Se vi è evidenza clinica di sovrainfezione (essudazione, pustole) o nei casi in cui vi siano diffuse escoriazioni da grattamento è importante l'applicazione di creme antibiotiche (o associazioni antibiotico/corticosteroide) o un breve ciclo di terapia sistemica con un macrolide (claritromicina, eritromicina) o flucloxacillina in base alle comorbidità del paziente. Le sovrainfezioni erpetiche devono essere trattate con aciclovir o valaciclovir per via orale.

#### Immunosoppressori
Questa categoria di farmaci può essere sfruttata nei casi severi in cui le medicazioni topiche, la fototerapia o la terapia corticosteroidea sistemica falliscano o determinino effetti collaterali inaccettabili per il paziente. La ciclosporina è la più utilizzata per la sua efficacia e rapidità d'azione; i suoi svantaggi sono rappresentati da nefrotossicità, ipertensione, stretto indice terapeutico e tendenza alla recidiva delle lesioni alla sospensione del trattamento. L'azatioprina è piuttosto efficace e vi è una minore probabilità di recidiva alla sospensione rispetto alla ciclosporina. La sua azione è però più lenta, richiedendo 3 mesi per espletare il massimo effetto contro le 6-8 settimane della ciclosporina. Prima di avviare il trattamento deve essere misurata l'attività della tiopurina metiltransferasi (TPMT), l'enzima che metabolizza il farmaco; in caso di attività assente non è prescrivibile e se bassa va ridotto il dosaggio. Nei pazienti che non metabolizzano azatioprina è possibile optare per la 6-mercaptopurina. L'effetto collaterale più noto è la neutropenia per cui è fondamentale monitorare gli esami ematici nel tempo.
Il metotrexato ha un'efficacia simile all'azatioprina ma è meglio tollerato, va sempre associato all'assunzione di folina una volta alla settimana e richiede 10 settimane per raggiungere il massimo effetto. Il micofenolato mofetile è poco utilizzato ma può essere utile in caso falliscano o non siano tollerati gli altri immunosoppressori. Ha un'efficacia simile alla ciclosporina ma effetti collaterali che possono includere anemia, leucopenia, linfopenia, disturbi gastrointestinali e aumento del rischio di infezioni epatiche.

### Altro

#### Fototerapia
La fototerapia è una terapia di secondo livello usata soprattutto negli adulti e associata ad altri trattamenti topici o sistemici; indicata nei pazienti con forme croniche, pruriginose e lichenificate.
La modalità più utilizzata sono gli UVB a banda stretta con 2-3 sedute alla settimana per 6-8 settimane. La seduta deve precedere l'applicazione delle medicazioni topiche che non vanno interrotte durante il periodo di trattamento.
1. psicoterapia della coppia madre-infante
2. catrami e coloranti: efficaci ma il loro uso prolungato potrebbe provocare lesioni
3. climaterapia: montagna o mare

La fototerapia consiste in una valida alternativa anche per coloro affetti da dermatite atopica acuta la cui cura con emollienti non risulta del tutto risolutiva. Tale tecnica permette di trattare il problema in maniera efficace e di far riscontrare un miglioramento consistente già dalle prime settimane successive alla fine del trattamento.

#### Crisaborolo topico
Il crisaborolo 2% unguento è un inibitore topico della fosfodiesterasi-4.
Può essere utilizzato per la dermatite atopica da lieve a moderata in pazienti di 2 anni o più. Il crisaborolo viene applicato sulle aree di eczema 2 volte/die. Non può essere utilizzato sulle mucose. La sensazione di bruciore o di puntura dopo l'applicazione è il più frequente effetto collaterale.

#### Dupilumab
Il dupilumab, nome commerciale: Dupixent, è un anticorpo monoclonale IgG4 completamente umano, di PM 147,000 Da, che blocca il segnale dell'IL-4 e dell'IL-13, entrambe citochine proinfiammatorie T-helper di tipo 2, nella dermatite atopica; si somministra per via sottocutanea.
Il dupilumab è la prima terapia biologica sistemica per bambini e adolescenti, esso è indicato e commercializzato per i ragazzi dai 12 ai 17 anni.
È indicato nei pazienti la cui malattia non è adeguatamente controllata con altri trattamenti. Il dupilumab ha effetti collaterali, con un tasso di congiuntivite e d'infezione è leggermente migliore nei bambini rispetto agli adulti.

#### Terapie sistemiche in sperimentazione
I nuovi trattamenti sistemici per l'AD da moderato a grave sono:
- upadacitinib (anti-JAK1) è approvato in Europa.
- baricitinib (anti-JAK1 e JAK2), abrocitinib (anti-JAK1), tralokinumab (anti-IL-13), lebrikizumab (anti-IL-13, risultati dello studio di fase 3 attesi nel 2022), nemolizumab (anti-IL-31, risultati attesi nel 2023) sono questi farmaci in corso di valutazione.

Per i bambini dai 6 agli 11 anni sono studiati:
- dupilumab: indicato e commercializzato,
- nessun dato disponibile per gli Inibitori delle JAK e altri prodotti biologici in questo gruppo di età.

Per i bambini dai 6 mesi ai 5 anni sono studiati:
- dupilumab: con dati alla settimana 16
- nessun dato disponibile per gli inibitori JAK e altri prodotti biologici in questo gruppo di età.

Va ricordato che non esiste un limite di età per la ciclosporina (MA) e il metotrexato (off-label).

## Terapie popolari
Le terapie popolari non sono molto diverse dalle terapie ufficiali: si servono di altre sostanze. Le terapie sono simili alla terapia di dermatite allergica, con la differenza che si accentua la cura della pelle atopica.
Non esiste una cura definitiva, ma si può far capo a determinate precauzioni contro l'acutizzazione della neurodermite o, al bisogno, a rimedi per mitigarne i fastidiosi sintomi (prurito).
In fase non acuta le persone predisposte dovrebbero osservare le seguenti misure preventive:
- non irritare ulteriormente la pelle con misure igieniche controproducenti come lavaggi frequenti, saponi fortemente detersivi e basici, cosmetici, ecc.
- portare abiti o almeno biancheria di fibra vegetale (cotone, lino), mai lana o tessuti sintetici direttamente sulla pelle
- ripristinare un ambiente favorevole alla flora dermica (acidi grassi, liquidi, sale)
- correggere l'indebolita sintetizzazione di acidi gamma-linolenici, p. e. con olio di enotera (o borragine)
- evitare possibilmente allergeni, pseudoallergeni e sostanze irritative

In fase acuta oltre alle misure preventive si procede nel seguente modo:
- sostituire con urea le parti lavate
- proteggere la parte colpita con sostanze non assorbibili (p. es. vaselina, ossido di zinco).
- mitigare l'infiammazione (pruriginosa) con antistaminici / antileucotrienici e/o con prostaglandinoregolatori. Tutti e due sono anche antinfiammatori.
- eventualmente prevenire le infezioni secondarie con un antisettico che non irriti.